# 土城五穀先帝廟
土城五穀先帝廟位於新北市土城區
其主祀神最早原為三山國王，而後轉為主祀五穀先帝（即所謂神農大帝）。

## 歷史
慶安宮於1933年，因火災而被燒毀，但神像卻未被燒毀，因此居民暫時將神像安置於民宅中持續祭拜。
直到1950年，由鄉鎮紳士們共同討論重建事宜，並決定從主祀三山國王改為主祀五穀先帝(神農大帝)、供奉三山國王，並改廟名為神農宮。
其後於1980年、1984年分別有大規模的增建工程，並於1986年完成現今呈現的樣貌。

## 神祇
主祀神為掌管農業之神的五穀先帝，因土城五穀先帝廟於重建之時，正好是台灣早期農業發展的時代，因此決定將主祀神由原來供人祈求平安的三山國王改為掌管農業的五穀先帝。
廟宇左側供奉神祇依序有：觀音佛祖、三聖恩主、文昌帝君、註生娘娘、靖姑娘娘、月老星君。
廟宇右側供奉神祇依序有：三山國王、天上聖母、玄壇財神、太歲星君。

## 慶典活動
1. 點燈、補運改制(農曆正月初六~正月十五日止)
2. 進香(農曆正月二十五、二十六日)
3. 天上聖母繞境(農曆三月二十二日)
4. 春季禮斗法會(農曆四月二十四~二十六日)
5. 中元普渡(農曆七月二十九日)
6. 秋季禮斗法會(農曆十月十三~十五日)
7. 謝燈(農曆十二月二十四日)

## 奇聞軼事
2007年，廟方為準備迎接農曆新年，因此將五穀先帝座前的藥童重新上漆，卻發現其中一尊藥童身後長出一朵靈芝。由於廟裡主祀的五穀先帝即為嚐百草的神農大帝，而靈芝又是屬於古代的珍奇治療藥品，故廟方認為是五穀先帝雲遊到土城採藥的徵兆。